# Antonivský most
Antonivský most (ukrajinsky Антонівський міст – Antonivskyj mist, rusky Антоновский мост – Antonovskij most) je most přes Dněpr v Chersonu v Chersonské oblasti na Ukrajině.
Stavba mostu byla plánována již od roku 1977. Most byl postaven a otevřen 24. prosince 1985. Nachází se v sídle městského typu Antonivka, které je součástí Chersonského rajónu nacházejícího se v Chersonské oblasti a spojuje Cherson s Olešky a městem Hola Prystaň. Most je dlouhý 1366 m a stojí na 31 pilířích.

## Ruská invaze na Ukrajinu (2022)
Most byl několikrát během bitvy o Cherson (v rámci ruské invaze na Ukrajinu) postupně ovládán oběma stranami konfliktu. Ozbrojené síly Ukrajiny 26. února 2022 po krutých bojích ztratily nad oblastí kontrolu a na mostě zůstalo ležet několik mrtvých vojáků a zničených vojenských vozidel. Koncem července ukrajinská armáda most poškodila ostřelováním vysoce přesnými raketovými systémy HIMARS, aby ztížila posilování ruských okupačních vojsk a jejich zásobování v Chersonu a v okolí.
Snímky zveřejněné na sociálních sítích ráno 11. listopadu 2022 potvrdily zničení severní části mostu.